# Skórka (informatyka)
Skórka, karnacja (ang. skin), także: motyw, kompozycja (ang. theme) – zestaw ustawień graficznego interfejsu użytkownika regulujących wygląd i zachowania wizualne programu.
Jednym z pierwszych popularnych programów, który umożliwiał stosowanie różnych skórek, był Winamp. Obecnie w tę funkcję wyposażonych jest wiele programów, m.in.:
- przeglądarki internetowe (Opera, Mozilla Firefox),
- odtwarzacze multimedialne (Windows Media Player, MPlayer),
- programy wymiany plików P2P (Shareaza),
- programy antywirusowe (avast!),
- komunikatory (Gadu-Gadu, Tlen),
- oprogramowanie typu wiki (MediaWiki).

Część z nich umożliwia łatwe tworzenie własnych skórek przez użytkowników programu.